# وندنکورت
وندنکورت (به فرانسوی: Vandoncourt) یک کمون در فرانسه است که در Canton of Hérimoncourt واقع شده‌است.

## خصوصیات
وندنکورت ۸٫۵۷ کیلومترمربع مساحت و ۸۱۹ نفر جمعیت دارد.